# Dubai International 2018
Die Dubai International 2018 im Badminton fanden vom 14. bis zum 18. November 2018 in Dubai statt.

## Sieger und Platzierte
| Disziplin    | Gold                         | Silber                           | Bronze                             |
| ------------ | ---------------------------- | -------------------------------- | ---------------------------------- |
| Herreneinzel | Vladimir Malkov              | Subhankar Dey                    | Gergely Krausz                     |
| Herreneinzel | Vladimir Malkov              | Subhankar Dey                    | Sergey Sirant                      |
| Dameneinzel  | Ashmita Chaliha              | Jeon Ju-i                        | Choi Yoo-ri                        |
| Dameneinzel  | Ashmita Chaliha              | Jeon Ju-i                        | Beatriz Corrales                   |
| Herrendoppel | Kim Sang-soo Yoo Yeon-seong  | Tarun Kona Lim Khim Wah          | Denis Grachev Pavel Kotsarenko     |
| Herrendoppel | Kim Sang-soo Yoo Yeon-seong  | Tarun Kona Lim Khim Wah          | Cho Hae-sung Kim Young-sun         |
| Damendoppel  | Ko A-ra Yoo Chae-ran         | Bang Ji-sun Jeon Ju-i            | Ekaterina Bolotova Alina Davletova |
| Damendoppel  | Ko A-ra Yoo Chae-ran         | Bang Ji-sun Jeon Ju-i            | Park So-young Park Su-hyun         |
| Mixed        | Yoo Yeon-seong Park So-young | Denis Grachev Ekaterina Bolotova | Ahn Se-sung Ko A-ra                |
| Mixed        | Yoo Yeon-seong Park So-young | Denis Grachev Ekaterina Bolotova | Rodion Alimov Alina Davletova      |